# Olympische Winterspiele 2010/Teilnehmer (Slowakei)
| Gelbes Symbol für Goldmedaillen mit stilisierten Olympischen Ringen | Graues Symbol für Silbermedaillen mit stilisierten Olympischen Ringen | Braundes Symbol für Bronzemedaillen mit stilisierten Olympischen Ringen |
| ------------------------------------------------------------------- | --------------------------------------------------------------------- | ----------------------------------------------------------------------- |
| 1                                                                   | 1                                                                     | 1                                                                       |

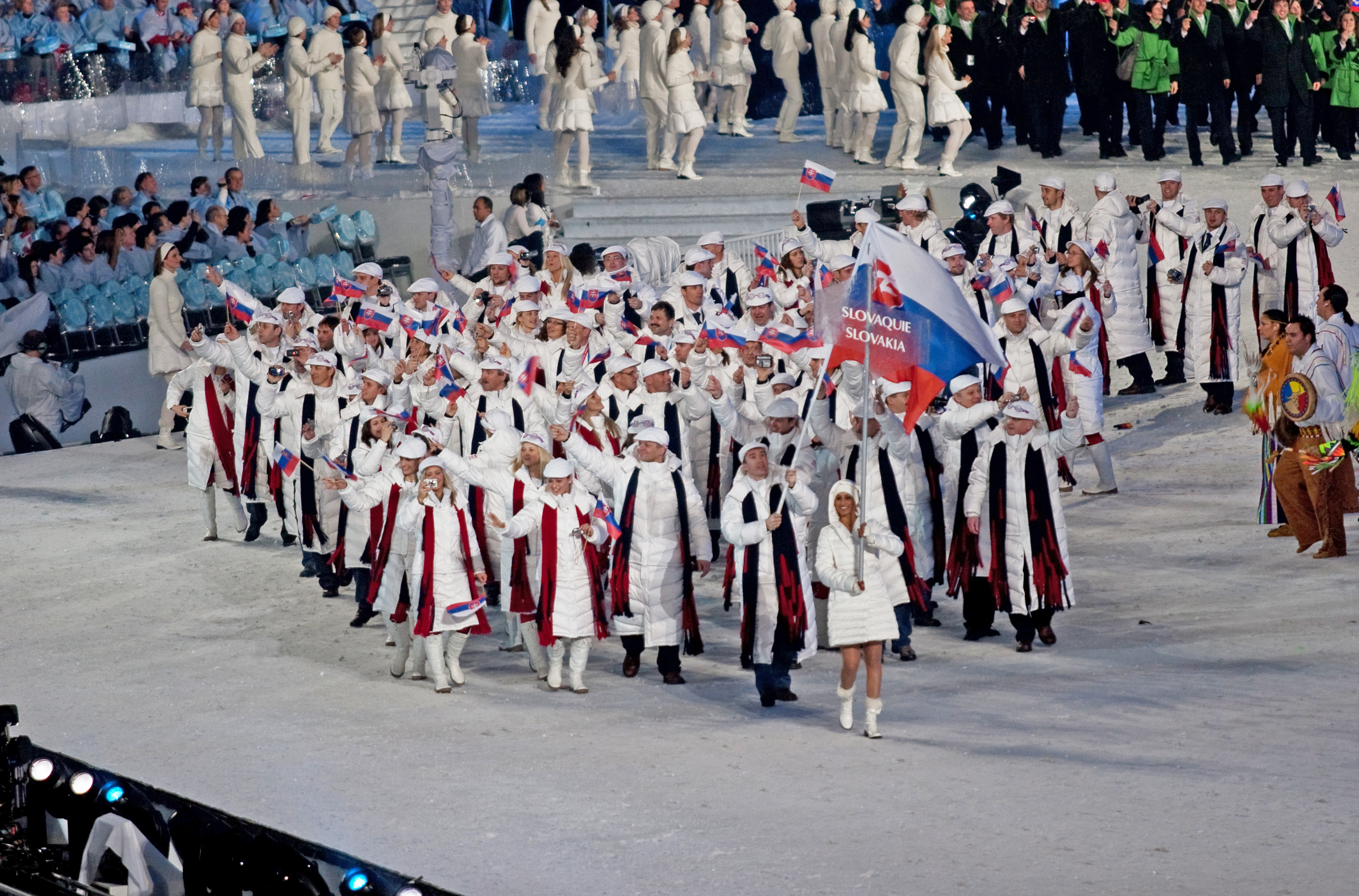
Einmarsch der slowakischen Delegation

Die Slowakei nahm an den Olympischen Winterspielen 2010 im kanadischen Vancouver mit 73 Sportlern in acht Sportarten teil.
Bereits am ersten Wettkampftag konnte das Team eine Goldmedaille durch die Biathletin Anastasiya Kuzmina gewinnen. Dies war gleichzeitig die erste Goldmedaille für die Slowakei bei Olympischen Winterspielen.

## Medaillengewinner

### Gold
| Name               | Sportart | Wettkampf       |
| ------------------ | -------- | --------------- |
| Anastasiya Kuzmina | Biathlon | Sprint (7,5 km) |

### Silber
| Name               | Sportart | Wettkampf          |
| ------------------ | -------- | ------------------ |
| Anastasiya Kuzmina | Biathlon | Verfolgung (10 km) |

### Bronze
| Name         | Sportart | Wettkampf           |
| ------------ | -------- | ------------------- |
| Pavol Hurajt | Biathlon | Massenstart (15 km) |

## Teilnehmer nach Sportarten

### Biathlon
| Frauen - Jana Gereková - Martina Halinárová - Ľubomíra Kalinová - Anastasiya Kuzmina - Natália Prekopová | Männer - Pavol Hurajt - Matej Kazár - Marek Matiaško - Miroslav Matiaško - Dušan Šimočko |

### Bob
Männer
- Milan Jagnešák
  - Zweierbob: 20. Platz[1]
  - Viererbob: Nach dem 1. Lauf 25. Platz, dann nicht mehr angetreten[2]
- Marcel Lopuchovský
  - Viererbob: Nach dem 1. Lauf 25. Platz, dann nicht mehr angetreten[2]
- Petr Nárovec
  - Zweierbob: 20. Platz[1]
  - Viererbob: Nach dem 1. Lauf 25. Platz, dann nicht mehr angetreten[2]
- Martin Tešovič
  - Viererbob: Nach dem 1. Lauf 25. Platz, dann nicht mehr angetreten[2]

### Eishockey
| Männer Torhüter: - Peter Budaj (Colorado Avalanche) - Jaroslav Halák (Canadiens de Montréal) - Rastislav Staňa (Sewerstal Tscherepowez) Verteidiger: - Ivan Baranka (HK Spartak Moskau) - Zdeno Chára (Boston Bruins) - Milan Jurčina (Columbus Blue Jackets) - Richard Lintner (HK Dinamo Minsk) - Andrej Meszároš (Tampa Bay Lightning) - Andrej Sekera (Buffalo Sabres) - Martin Štrbák (HK MWD Balaschicha) - Ľubomír Višňovský (Edmonton Oilers) Stürmer: - Ľuboš Bartečko (SC Bern) - Martin Cibák (HK Spartak Moskau) - Pavol Demitra (Vancouver Canucks) - Marián Gáborík (New York Rangers) - Michal Handzuš (Los Angeles Kings) - Marcel Hossa (Dinamo Riga) - Marián Hossa (Chicago Blackhawks) - Tomáš Kopecký (Chicago Blackhawks) - Žigmund Pálffy (HK 36 Skalica) - Branko Radivojevič (HK Spartak Moskau) - Miroslav Šatan (Boston Bruins) - Jozef Stümpel (Barys Astana) - Richard Zedník (Lokomotive Jaroslawl) | Frauen Torhüterinnen: - Jana Budajová (HK Poprad) - Monika Kvaková (HC Slovan Bratislava) - Zuzana Tomčíková (Bemidji State University) Verteidigerinnen: - Petra Babiaková (HC Slovan Bratislava) - Barbora Brémová (HC Slovan Bratislava) - Iveta Karafiátová (Linköping HC) - Michaela Matejová (SC Reinach) - Petra Országhová (HC Slovan Bratislava) - Edita Raková (HC Slovan Bratislava) Stürmerinnen: - Natalie Babonyová (Toronto Crush) - Nikoleta Celárová (HC Slovan Bratislava) - Janka Čulíková (HK Spišská Nová Ves) - Nicol Čupková (HC Slovan Bratislava) - Anna Džurňáková (HC Slovan Bratislava) - Nikola Gápová (HC Slovan Bratislava) - Mária Herichová (HC Slovan Bratislava) - Petra Jurčová (HC Slovan Bratislava) - Jana Kapustová (Tornado Moskowskaja Oblast) - Zuzana Moravčíková (HC Slovan Bratislava) - Petra Pravlíková (Tornado Moskowskaja Oblast) - Martina Veličková (HC Slovan Bratislava) |

### Eiskunstlauf
| Athleten           | Kurzprogramm | Kurzprogramm | Kür           | Kür           | Punkte        | Rang |
| Athleten           | Punkte       | Rang         | Punkte        | Rang          | Punkte        | Rang |
| ------------------ | ------------ | ------------ | ------------- | ------------- | ------------- | ---- |
| Damen              |              |              |               |               |               |      |
| Ivana Reitmayerová | 41,94        | 28.          | ausgeschieden | ausgeschieden | ausgeschieden | 28.  |

### Rennrodeln
| Männer - Ján Harniš - Jozef Ninis - Branislav Regec | Frauen - Veronika Sabolová - Jana Šišajová |

### Ski Alpin
| Männer - Jaroslav Babušiak Super-G: 37. Platz | Frauen - Jana Gantnerová - Veronika Zuzulová |

### Skilanglauf
| Männer - Martin Bajčičák 50 km Massenstart (klassisch): dnf - Ivan Bátory 50 km Massenstart (klassisch): dnf - Michal Malák - Peter Mlynár | Frauen - Anastasiya Kuzmina - Alena Procházková |

### Skispringen
Männer
- Tomáš Zmoray
Einzelspringen, Normalschanze → 42. Qualifikation, ausgeschieden (94,0 Pkt)